# Jiří Šindelář (hudebník)
Jiří „Dědek“ Šindelář (3. ledna 1949 Domažlice – 5. ledna 2009 Praha) byl český baskytarista,
spoluzakladatel a dlouholetý člen české rockové skupiny Katapult, která v letech 1979 a 1980 vyhrála anketu Zlatý slavík a byla na vrcholu své popularity. S touto kapelou odehrál celkově více než 7000 koncertů a zahrál si s ní i ve filmu Hon na kočku. Jiří Šindelář je spolumajitelem sedmi zlatých desek, jedné platinové a dvou Zlatých slavíků. Je autorem hudby k filmu O Jeníčkovi a Mařence (1999).
Část dětství prožil v Poběžovicích u Domažlic, kde jeho otec působil jako lékárník. Byl čtyřikrát ženatý. Třetí manželka Lenka Šindelářová, se kterou má syna Michala (* 1982), hrála a zpívala se skupinou Banjo Band Ivana Mládka. Jeho poslední ženou se stala Zuzana, vdova po hudebníkovi Richardu Kybicovi ze skupiny Turbo. Syn Michal Šindelář se rovněž věnuje hudbě a několik let hrál ve skupině Katapult na bicí. Jiřího bratr, akademický malíř a sochař Jaroslav Šindelář (* 1950) je autorem památníku bigbítu, pojmenovaný Milník času, v Plzni na Slovanech. Podnětem k vybudování památníku bylo právě Dědkovo úmrtí. Každý rok z jara se zde koná stejnojmenný festival rockové muziky.
Poslední koncert Katapultu s Dědkovou účastí se konal v listopadu 2008 v pražském klubu Futurum. Jiří Šindelář zemřel dva dny po svých šedesátých narozeninách v důsledku onemocnění chronickou obstrukční plicní nemocí. Je pohřben v Čechticích u Vlašimi, nedaleko hrobu Richarda Kybice ze skupiny Turbo.

## Hudební kariéra
basový kytarista a zpěvák
- 1966–1967 Black Stars spolu s Oldřichem Říhou[2]
- 1967–? skupiny Škorpioni (Plzeň), Kudy kam (Nýřany)
- 1973–1975 Mahagon (spolu s Oldřichem Říhou, Vladimírem Krampolem a poté s Richardem Kybicem a Jiřím Langem)
- 1975–2008 skupina Katapult
  - 1990 – po patnácti letech Katapult přerušuje svoji činnost, Jiří „Dědek“ Šindelář navštěvuje USA.
  - 1993 – Říha a Šindelář se pod hlavičkou Katapult vrací na pódia, vystupují v roli předkapely Deep Purple v Praze.
  - 1995 – Šindelář s Katapultem slaví 20 let činnosti skupiny
  - 1995 – Šindelář s Katapultem koncertuje se slavnými kapelami Slade, Status Quo a Sweet.
  - 1998 – Šindelář s Katapultem vystupuje na koncertě Deep Purple a Status Quo v Praze jako „special guest“.
  - 2007 – Šindelář s Katapultem byl uveden do Beatové síně slávy v kategorii hudebních skupin.
  - 2009 – Šindelář byl uveden do Beatové síně slávy v kategorii osobnost in memoriam.

## Diskografie
Vše se skupinou Katapult:
- 1978: Katapult
- 1980: Katapult 2006
- 1986: Rock de luxe
- 1988: Pozor, rock! - live 88
- 1989: … a co rock'n'roll!
- 1991: Taste Of Freedom
- 1991: Hit album
- 1994: Hit album 2
- 1995: Chodníkový blues
- 1999: Konec srandy
- 2000: Zlatá deska - 25 let live
- 2002: Hit album 3
- 2005: Všechno nebo nic
- 2005: Long Live Katapult (CD+DVD)
- 2006: Grand Greatest Hits
- 2008: 6CD BOX - KATAPULT - "Good Bye"

## Výroky
- „V pondělí 5. 1. 2009 zemřel Jiří „Dědek“ Šindelář. Žádná slova nemohou vyjádřit moje pocity. Naše přátelství a láska k rokenrolu, dvě věci, které nás spojovaly více než 42 let, byly řízením osudu ukončeny. Good bye Dědku!“

Oldřich Říha, Šindelářův kolega, kytarista skupiny Katapult
- „Dědku hobluj!“

Typický pokřik provázející koncerty Katapultu.
Dědkovy oblíbené hlášky :
- Jen blbnite !
- Já mu (jí) to povim !
- Baba Jaga (nazýval tím kohokoliv muže i ženy)
- Dáte si se mnou Hwísky ?
- Prosím makovej rohlíček a dejte mi ho do ilegalitovýho pytlíku.
- Tak Sbohem a šáteček
- Kdo je tu nešťastnej ?
- Tak co? Pude to nebo jo ?
a desítky dalších...